# 横浜市立領家中学校
横浜市立領家中学校（よこはましりつ りょうけちゅうがっこう）は、神奈川県横浜市泉区領家4-3-1にある公立中学校。
　

## 沿革

### 年表
- 1986年（昭和61年）4月1日 - 開校
- 1986年（昭和61年）7月12日 - PTA設立。
- 1986年（昭和61年）7月18日 - 標準服制定。
- 1986年（昭和61年）10月1日 - 開校記念日を6月5日に制定。
- 1986年（昭和61年）10月26日 - 校章を制定。
- 1986年（昭和61年）12月24日 - 校旗を制定。
- 1987年（昭和62年）1月24日 - 校歌を制定（2月28日校歌制定発表会並びに記念像除幕式）。
- 1987年（昭和62年）5月27日 - 横浜市安全教育振興会に加入。
- 1988年（昭和63年）1月30日 - 後援会（同窓会）設立。
- 1992年（平成4年）3月30日 - 創立10周年記念式典挙行。
- 1996年（平成8年）4月1日 - 特別支援学級設立。
- 2006年（平成18年）11月5日 - 創立20周年記念音楽祭挙行(関内ホールにて)。創立20周年記念祝賀会挙行。
- 2015年（平成25年）10月14日 - 創立30周年記念式典

## 部活動
陸上競技部、
バスケットボール部、
ソフトテニス部、
サッカー部、
バレーボール部、
バドミントン部、
柔道部、
野球部、
吹奏楽部、
囲碁部、
茶道部、
美術部、
新体操部

## 所在地
- 神奈川県横浜市泉区領家4-3-1

## 交通
出典 : 
- 横浜市営地下鉄踊場駅より徒歩約15分
- 神奈川中央交通 戸79/戸90/戸91/戸97/戸98/戸99 領家中学校前バス停より徒歩約3分

## 関係者

### 教職員
- 榎田卓央 - 元テレビ東京アナウンサー。2009年より民間人校長として、同校の校長に就任。

### 著名な出身者
- 板野友美（2007年卒業） - 元AKB48。歌手、タレント、ファッションモデル。ホリプロ所属。板野成美の姉。
- 板野成美（2011年卒業） - タレント。板野友美の妹。
- オオゼキタク - 歌手。シンガーソングライター。
- 水口知保 - 競泳選手、2022年世界水泳選手権日本代表

## 地域の歴史
- かつて岡津村大字領家と呼ばれ、竜花（領家）にまつわる伝説上の呼び名や、平安時代領家と呼ぶようになった由来など歴史的に由緒ある地名であることから、地名をもって校名とした。